# Haselbach, Straubing-Bogen
Haselbach är en kommun och ort i Landkreis Straubing-Bogen i Regierungsbezirk Niederbayern i förbundslandet Bayern i Tyskland.
Kommunen ingår i kommunalförbundet Mitterfels tillsammans med köpingen Mitterfels och kommunerna Ascha och Falkenfels.